# Simeng
Simeng (kinesiska: 泗孟乡, 泗孟) är en socken i Kina. Den ligger i den autonoma regionen Guangxi, i den södra delen av landet, omkring 210 kilometer nordväst om regionhuvudstaden Nanning. Antalet invånare är 8497. Befolkningen består av 4 211 kvinnor och 4 286 män. Barn under 15 år utgör 28,0 %, vuxna 15-64 år 57 %, och äldre över 65 år 13,0 %.
Genomsnittlig årsnederbörd är 1 775 millimeter. Den regnigaste månaden är juni, med i genomsnitt 345 mm nederbörd, och den torraste är februari, med 29 mm nederbörd.